# Бодек, Моти

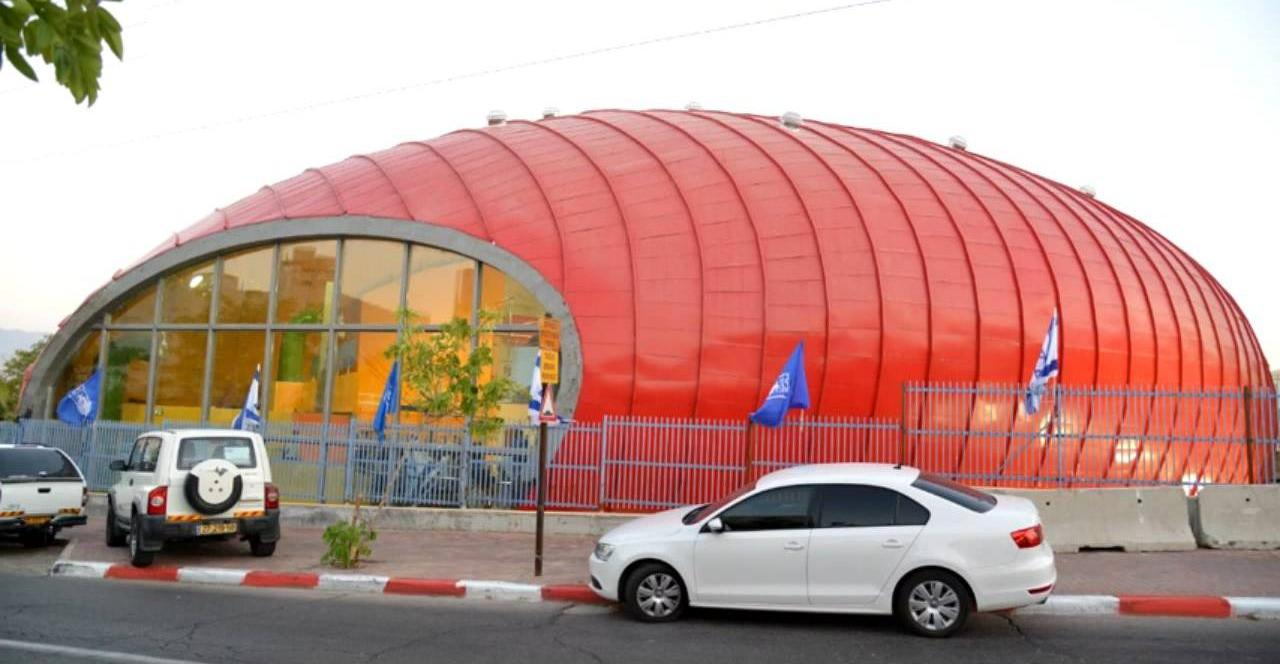
Спортивный цент Эйлат

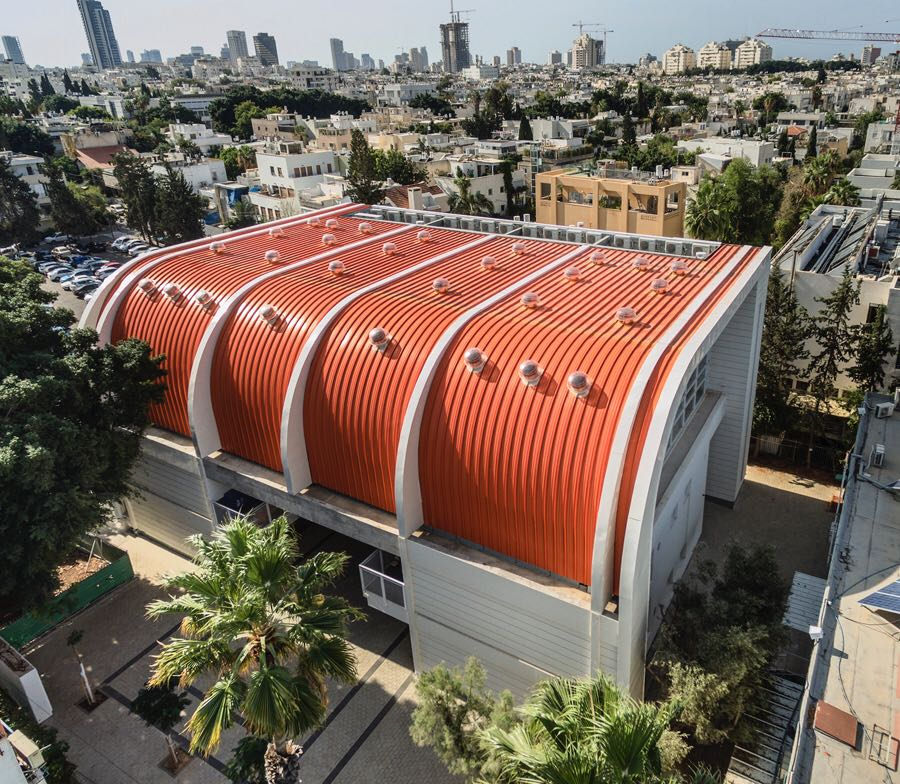
школа, Тель-Авив

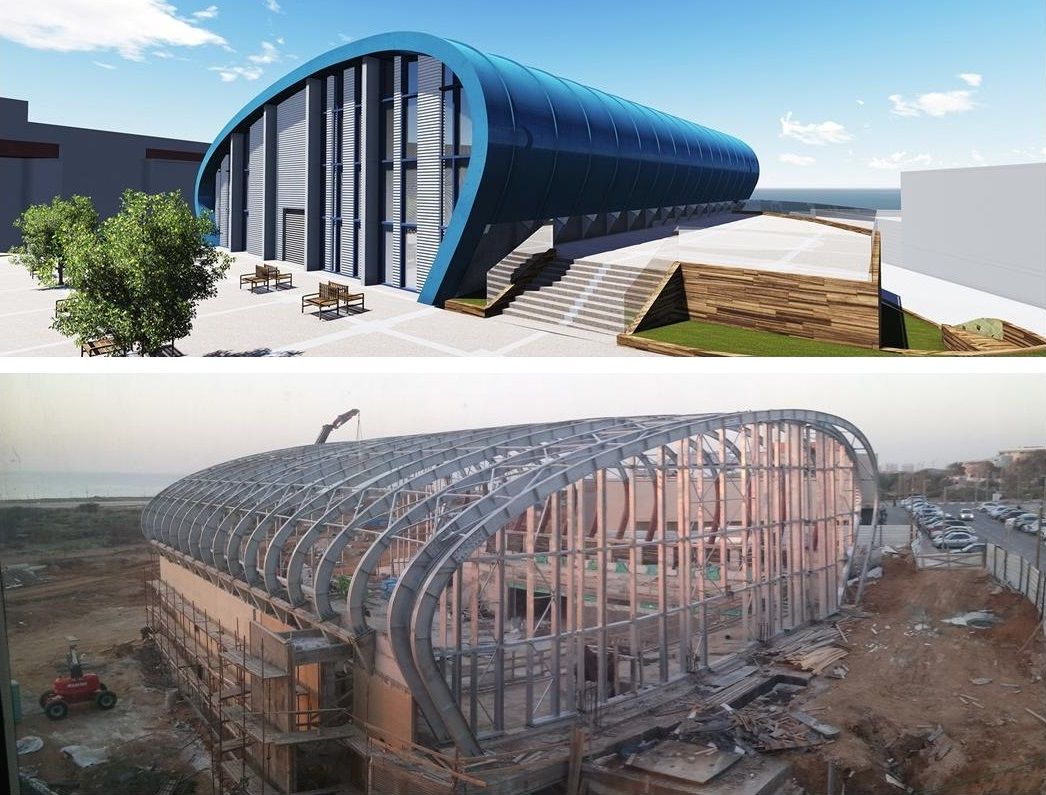
Спортивный центр, Тель-Авив

Моти Бодек (р. 1961) — израильский архитектор, бизнесмен и преподаватель архитектуры в иерусалимской Академии Бецалель. Автор ряда крупных проектов. Среди них возведение больницы Бикур-Холим в Иерусалиме, стадионы и спортивные центры в Тель-Авиве и Эйлате, автобусные остановки, перестройка здания Посольства России в Израиле, Центральная автобусная станция Тель-Авива.

## Биография
Родился и вырос в Хайфе. В 1979—1985 годах служил в израильских силовых структурах. В 1989 с отличием окончил Академию Бецалель, а уже в 1990 получил степень по архитектуре в хайфском Технионе. В 1987—1993 сотрудник архитектурной фирмы Авраама Ясского. При этом с 1990 является владельцем собственной компании.
С 1991 преподаватель в своей альма матер. В 1995 стал обладателем степени MPA в Массачусетсе. В 2001—2004 работал заместителем главы архитектурного департамента Ариэльского университета.
Является старшим преподавателем и лектором Академии Бецалель.